# Gentianella crispata
Gentianella crispata är en gentianaväxtart som först beskrevs av Roberto de Visiani, och fick sitt nu gällande namn av J. Holub. Gentianella crispata ingår i släktet gentianellor, och familjen gentianaväxter. Inga underarter finns listade i Catalogue of Life.